# Баширов, Рив Минниханович
Баширов Рив Минниханович (7 ноября 1936, Верхние Киги — 7 марта 2023, Уфа) — инженер-механик, доктор технических наук (1998), профессор (1991), заслуженный инженер сельского хозяйства БАССР (1980), почётный работник высшего профессионального образования РФ (1998).

## Биография
Родился 7 ноября 1936 г. в селе Верхние Киги Кигинского района Республики Башкортостан. Младший брат Радика Миннихановича Баширова. В 1959 г., с отличием окончив факультет механизации сельского хозяйства Башкирского сельхозинститута, начал трудовую деятельность в качестве механика участка строительных машин треста «Златаустметаллургстрой».
В 1961 году вернулся в родной институт на преподавательскую работу ассистентом, старшим преподавателем кафедры «Высшая математика».
С 1963 по 1966 гг. прошел подготовку в аспирантуре Челябинского института механизации и электрификации сельского хозяйства, завершив ее успешной защитой кандидатской диссертации.
В 1998 году защитил докторскую диссертацию на тему «Обоснование критериев и методов оптимизации эксплуатационных параметров и распределения машинно-тракторных агрегатов по операциям с учетом природно-производственных условий Республики Башкортостан».
Баширов Р. М. умер 7 марта 2023 г. в г. Уфе.

## Преподавательская деятельность
С 1966 по 2013 гг. деятельность Р. М. Баширова неразрывно связана с кафедрой «Эксплуатация машинно-тракторного парка» Баширского СХИ, которую он возглавлял с 1967 по 2004 г. с пятилетним перерывом на время работы деканом факультета (1980—1985) гг. Профессор кафедры эксплуатации машинно-тракторного парка и автомобилей ФГОУ ВПО Башкирский ГАУ.
Входил в состав редакционных коллегий сборников трудов университета, различных журналов и монографий.

## Научная деятельность
Научные исследования Р. М. Баширова направлены на повышение эффективности использования машинно-тракторных агрегатов и транспортных средств, совершенствование нормативов машиноиспользования и ресурсосбережение на полевых механизированных и транспортных работах. Он является автором более 150 научных работ, в том числе четырех книг, 2 монографий, 4 учебных пособий (в том числе двух — с грифом МСХ РФ). Имеет 6 авторских свидетельств и патентов на изобретения, 3 свидетельства о государственной регистрации программ для ЭВМ. Подготовил 6 кандидатов наук.
Рекомендации по повышению эффективности использования техники, разработанные под руководством Баширова Р. М., с 1976 года включались во все издания Системы ведения сельского хозяйства Республики Башкортостан.
В 1998 г. в диссертационном совете Санкт-Петербургского ГАУ защитил докторскую диссертацию на тему «Обоснование критериев и методов оптимизации эксплуатационных параметров и распределения машинно-тракторных агрегатов по операциям с учетом природно-производственных условий Республики Башкортостан».

## Награды и звания
Вклад Р. М. Баширова в дело подготовки инженерных кадров для села, в развитие научных основ эксплуатации сельскохозяйственной техники высоко оценены — он является действительным членом Международной академии Аграрного образования и Инженерной академии Республики Башкортостан, Заслуженным инженером сельского хозяйства РБ, Почетным работником высшего профессионального образования РФ. Награжден медалью «Ветеран труда», Почетной грамотой Республики Башкортостан, Почетными грамотами МСХ СССР, МСХ РБ, общества «Знание» РБ, знаками «Ударник IX пятилетки», «Отличник социалистического соревнования сельского хозяйства РСФСР», дипломами Министерства высшего и среднего специального образования СССР и ЦК ВЛКСМ, почетными грамотами университета.

## Публикации
Книги и монографии
- Опыт производительного использования машинно-тракторных агрегатов. — Уфа : Башкнигоиздат, 1971. — 158 с.
- Опыт организации технического обслуживания машинно-тракторных агрегатов — Уфа : Башк. кн. изд-во, 1975. — 135 с.
- Оптимизация эксплуатационных параметров и распределения машинно-тракторных агрегатов по операциям — Уфа : Изд-во БГАУ, 1998. — 178 с.
- Система ведения агропромышленного производства в Республике Башкортостан — Уфа : Гилем, 2012. — 528 с. (соавтор).

Учебные пособия
- Обоснование оптимального состава машинно-тракторного парка и плана использования агрегатов: (Учеб. пособие) / Ульянов. с.-х. ин-т, Башк. с.-х. ин-т. — Уфа : БСХИ, 1990. — 75, [2] с.
- Оптимизация плана использования транспортных средств в сельском хозяйстве : учебное пособие для студентов вузов по агроинженерным специальностям : допущено МСХ РФ — Уфа : БашГАУ, 2001. — 232 с.
- Нормативно-справочные материалы по эксплуатации машинно-тракторного парка и транспортных средств : учебное пособие — Уфа : Изд-во БашГАУ, 2009. — 207 с.

Статьи
- Повышение эффективности работы МТП // Техника в сел. хоз-ве. — 1998. — № 6. — С. 18-20.